# Logica Deutschland
Logica Deutschland GmbH & Co. KG war ein deutsches IT- und Beratungsdienstleistungsunternehmen mit 2.200 Mitarbeitern. Das Unternehmen war spezialisiert auf Management- und Technologieconsulting, Systemintegration sowie Infrastructure und Application Management und Business Process Outsourcing. Das Unternehmen war seit 2000 eine Tochter der britischen Logica und seit 2012 der kanadischen CGI Inc.

## Geschichte
Die deutsche pdv Unternehmensberatung mit über 1000 Mitarbeitern wurde im Jahr 2000 von Logica für 1,2 Milliarden DM übernommen. 
2008 erfolgte eine Auszeichnung mit dem „Fair Company“-Gütesiegel. 2009 wurde die der nordIT GmbH aus Bremen übernommen. Im August 2012 wurde Logica durch die kanadische CGI Inc. übernommen.

## Produkte und Dienstleistungen
Das Unternehmen bot Dienstleistungen bezüglich Unternehmensberatung, Business Intelligence & Performance Management, Enterprise Architecture & SOA, Enterprise Content Management, Enterprise Java Solutions, Future IT & Cloud Services, Innovation, Microsoft Outsourcing, Project Management, SAP, Security, Sustainability und Testing Services in den Branchen Automotive, Aviation, Energy & Utilities, Financial Services, Industrial, Mail Express & Logistics, Public Sector, Rail, Retail/Consumer Packaged Goods, Space und Telecoms & Media an.